# Chamlykskaya
Chamlykskaya (del ruso: Чамлыкская) es una stanitsa del raión de Labinsk del krai de Krasnodar, en el sur de Rusia. Está situada en la zona de colinas y pequeños bosques en las llanuras al norte de las estribaciones septentrionales del Cáucaso, a orillas del río Chamlyk, afluente del río Labá, tributario del Kubán, 13 km al nordeste de Labinsk y 153 km al sureste de Krasnodar, la capital del krai.  Tenía 4 050 habitantes en 2010
Es cabeza del municipio Chamlykskoye, al que pertenece asimismo Loboda.

## Historia
La localidad fue fundada en 1841. En 1873 tenía 3 033 habitantes. Hasta 1920 perteneció al otdel de Labinsk del óblast de Kubán. En 1903 se abrió una escuela parroquial y en 1910 se construyó la iglesia Pokrova Presviatói Bogoroditsy (Покрова Пресвятой Богородицы) en sustitución del primitivo templo de madera construido pocos años después de la fundación de la stanitsa.

## Clima
La temperatura media de enero es de -2 °C y la de julio es de 25.3 °C.

## Economía y transporte
El principal sector de la economía es la agricultura, especialmente de trigo, cebada,  avena, maíz, girasol, colza, trigo sarraceno y guisantes. Industrialmente destacar los talleres madereros, la fábrica de ladrillos y la fábrica de productos lácteos. En las aguas del Chamlyk se hallan varios estanques en los que se crían carpas, carpas plateadas y carpas forrajeras. 
Se encuentra en la carretera regional entre Labinsk y Armavir.

## Servicios sociales
La infraestructura social incluye una escuela (n.º 22), un jardín de infancia, un centro de cultura y ocio, un punto de atención médica, un ambulatorio, un internado psiconeurológico, y uno para personas ancianas.